# Laroque-des-Albères
Ne doit pas être confondu avec Michèle Laroque.
Pour les articles homonymes, voir Albère.
Laroque-des-Albères  est une commune française située dans le sud-est du département des Pyrénées-Orientales, en région Occitanie. Sur le plan historique et culturel, la commune est dans le Roussillon, une ancienne province du royaume de France, qui a existé de 1659 jusqu'en 1790 et qui recouvrait les trois vigueries du Roussillon, du Conflent et de Cerdagne.
Exposée à un climat méditerranéen, elle est drainée par le Tanyari, la rivière de Laroque et par deux autres cours d'eau. La commune possède un patrimoine naturel remarquable composé de trois zones naturelles d'intérêt écologique, faunistique et floristique.
Laroque-des-Albères est une commune urbaine qui compte 2 245 habitants en 2022, après avoir connu une forte hausse de la population depuis 1968. Elle est dans l'agglomération de Saint-Cyprien et fait partie de l'aire d'attraction de Perpignan. Ses habitants sont appelés les Rocatins ou  Rocatines.

## Géographie

### Localisation
La commune de Laroque-des-Albères se trouve dans le département des Pyrénées-Orientales, en région Occitanie et est frontalière avec l'Espagne (Catalogne).
Elle se situe à 20 km à vol d'oiseau de Perpignan, préfecture du département, et à 15 km de Céret, sous-préfecture.
Les communes les plus proches sont : 
Sorède (2,2 km), Saint-Génis-des-Fontaines (2,2 km), Villelongue-dels-Monts (2,3 km), Montesquieu-des-Albères (4,2 km), Saint-André (4,6 km), Brouilla (5,4 km), L'Albère (5,4 km), Palau-del-Vidre (6,0 km).
Sur le plan historique et culturel, Laroque-des-Albères fait partie de l'ancienne province du royaume de France, le Roussillon, qui a existé de 1659 jusqu'à la création du département des Pyrénées-Orientales en 1790 et qui recouvrait les trois vigueries du Roussillon, du Conflent et de Cerdagne.

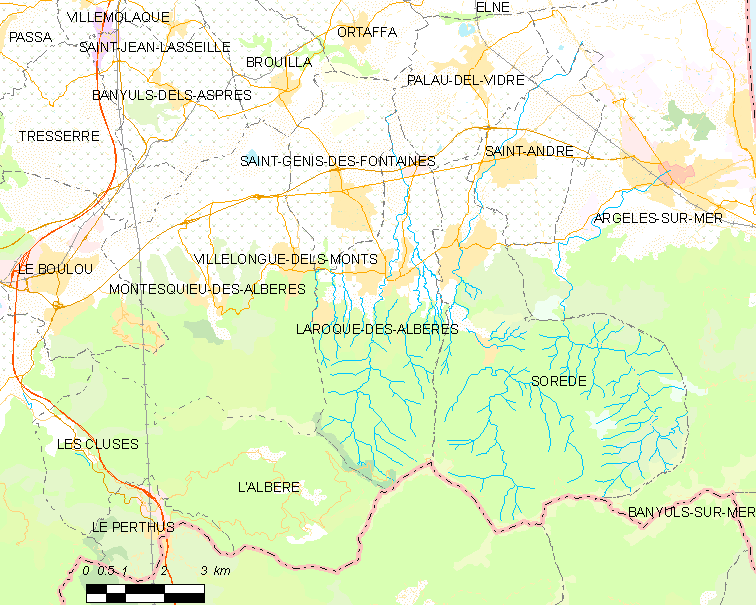
Situation de la commune.

| Saint-Génis-des-Fontaines | Palau-del-Vidre       |        |
| Villelongue-dels-Monts    | Laroque-des-Albères   | Sorède |
| L'Albère                  | La Jonquera (Espagne) |        |

### Géologie et relief
Le territoire de la commune connait deux zones distinctes : au nord, la plaine, zone de cultures fruitières et viticole, et, au sud, la zone montagneuse, qui s'élève jusqu'à 1 252 m (Puig Neulos), essentiellement forestière (chênes-lièges, châtaigniers notamment). Le village s'étend sur la zone intermédiaire entre la plaine et la montagne.
La commune est classée en zone de sismicité 3, correspondant à une sismicité modérée.

### Hydrographie
Le territoire de la commune est arrosé par plusieurs rivières prenant leur source dans le massif des Albères :
- Ribera de la Roca, affluent du Tech et ses affluents de l'amont vers l'aval :
  - Còrrec del Roc dels Tres Termes (rg) ;
  - Còrrec del Pou (rd) ;
  - Còrrec del Coll de l'Ullat (rg) ;
    - Còrrec del Puig d'Orella (rg) ;

  - Còrrec de Jaca (rg) ;
  - Còrrec de les Teixoneres (rd) ;
  - Còrrec de Mata Porcs (rd) ;
  - Còrrec de la Font del Pomer (rd) ;

### Climat
Pour des articles plus généraux, voir Climat de l'Occitanie et Climat des Pyrénées-Orientales.
En 2010, le climat de la commune est de type climat méditerranéen franc, selon une étude du CNRS s'appuyant sur une série de données couvrant la période 1971-2000. En 2020, Météo-France publie une typologie des climats de la France métropolitaine dans laquelle la commune est exposée à un climat méditerranéen et est dans la région climatique Provence, Languedoc-Roussillon, caractérisée par une pluviométrie faible en été, un très bon ensoleillement (2 600 h/an), un été chaud (21,5 °C), un air très sec en été, sec en toutes saisons, des vents forts (fréquence de 40 à 50 % de vents > 5 m/s) et peu de brouillards.
Pour la période 1971-2000, la température annuelle moyenne est de 15,2 °C, avec une amplitude thermique annuelle de 15,1 °C. Le cumul annuel moyen de précipitations est de 826 mm, avec 5,4 jours de précipitations en janvier et 3,4 jours en juillet. Pour la période 1991-2020, la température moyenne annuelle observée sur la station météorologique la plus proche, située sur la commune du Perthus à 9 km à vol d'oiseau, est de 15,4 °C et le cumul annuel moyen de précipitations est de 849,6 mm,. Pour l'avenir, les paramètres climatiques de la commune estimés pour 2050 selon différents scénarios d’émission de gaz à effet de serre sont consultables sur un site dédié publié par Météo-France en novembre 2022.

### Milieux naturels et biodiversité
L’inventaire des zones naturelles d'intérêt écologique, faunistique et floristique (ZNIEFF) a pour objectif de réaliser une couverture des zones les plus intéressantes sur le plan écologique, essentiellement dans la perspective d’améliorer la connaissance du patrimoine naturel national et de fournir aux différents décideurs un outil d’aide à la prise en compte de l’environnement dans l’aménagement du territoire.
Deux ZNIEFF de type 1 sont recensées sur la commune :
la « crête du pic d'Aureille » (270 ha), couvrant 4 communes du département et 
les « crêtes de pic Neoulos » (366 ha), couvrant 3 communes du département
et une ZNIEFF de type 2, : 
le « massif des Albères » (10 837 ha), couvrant 10 communes du département.

Carte des ZNIEFF de type 1 et 2 à Laroque-des-Albères.
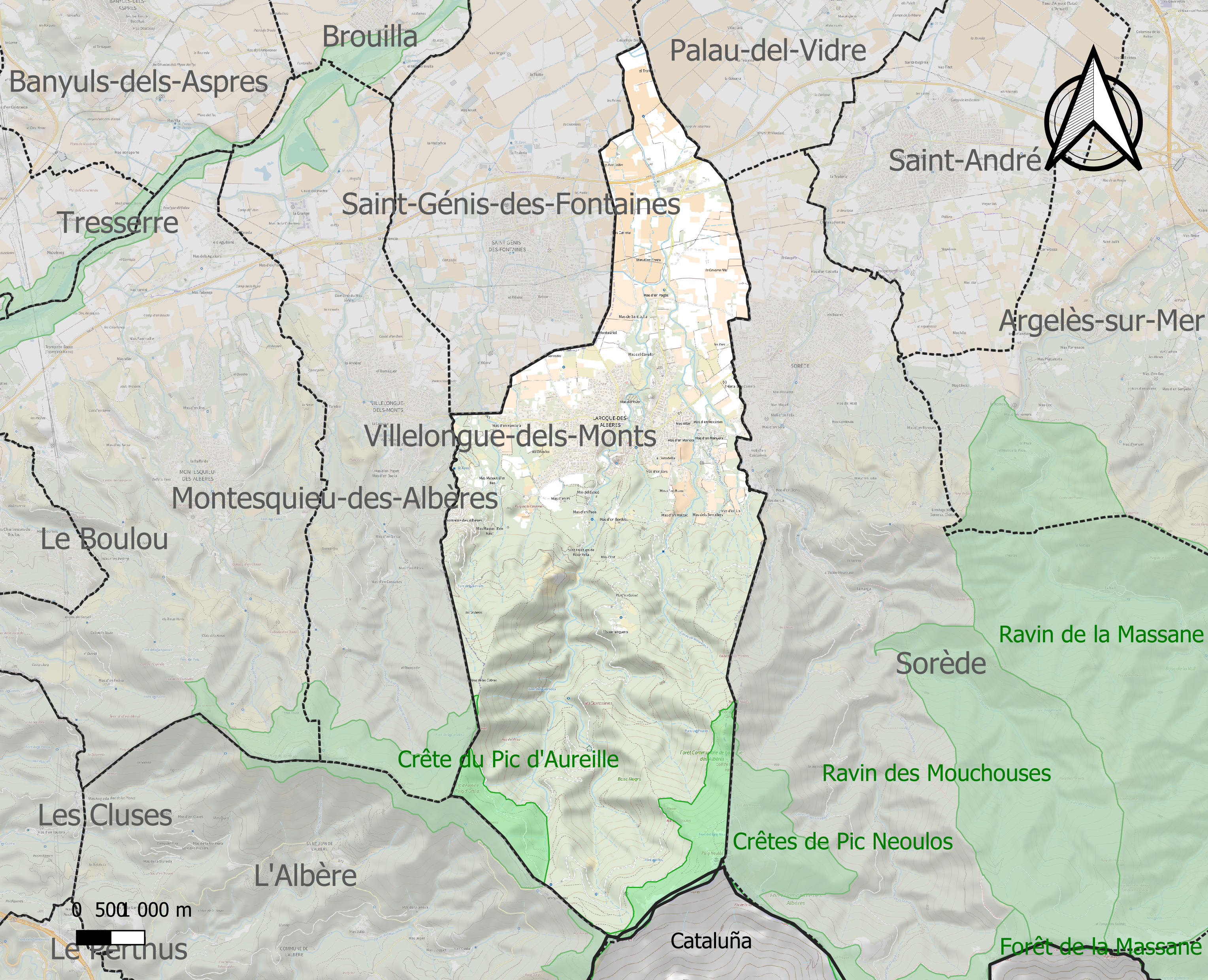
Carte des ZNIEFF de type 1 sur la commune.
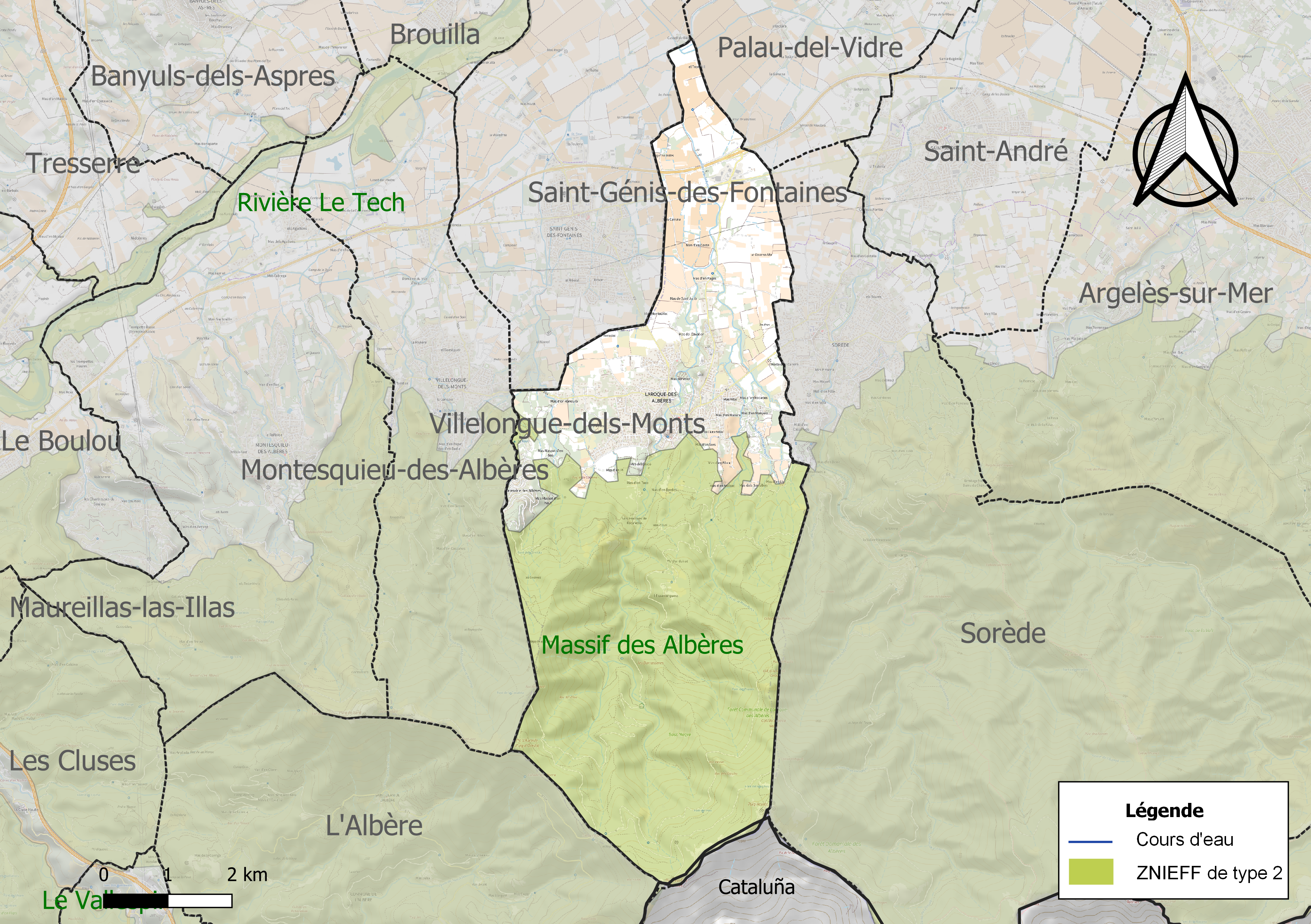
Carte de la ZNIEFF de type 2 sur la commune.

## Urbanisme

### Typologie
Au 1er janvier 2024, Laroque-des-Albères est catégorisée petite ville, selon la nouvelle grille communale de densité à sept niveaux définie par l'Insee en 2022.
Elle appartient à l'unité urbaine de Saint-Cyprien, une agglomération intra-départementale regroupant quatorze  communes, dont elle est une commune de la banlieue,,. Par ailleurs la commune fait partie de l'aire d'attraction de Perpignan, dont elle est une commune de la couronne,. Cette aire, qui regroupe 118 communes, est catégorisée dans les aires de 200 000 à moins de 700 000 habitants,.

### Occupation des sols
L'occupation des sols de la commune, telle qu'elle ressort de la base de données européenne d’occupation biophysique des sols Corine Land Cover (CLC), est marquée par l'importance des forêts et milieux semi-naturels (61 % en 2018), une proportion sensiblement équivalente à celle de 1990 (60,7 %). La répartition détaillée en 2018 est la suivante : 
forêts (60,2 %), cultures permanentes (23 %), zones urbanisées (9 %), zones agricoles hétérogènes (5,9 %), zones industrielles ou commerciales et réseaux de communication (1,1 %), milieux à végétation arbustive et/ou herbacée (0,8 %). L'évolution de l’occupation des sols de la commune et de ses infrastructures peut être observée sur les différentes représentations cartographiques du territoire : la carte de Cassini (XVIIIe siècle), la carte d'état-major (1820-1866) et les cartes ou photos aériennes de l'IGN pour la période actuelle (1950 à aujourd'hui).

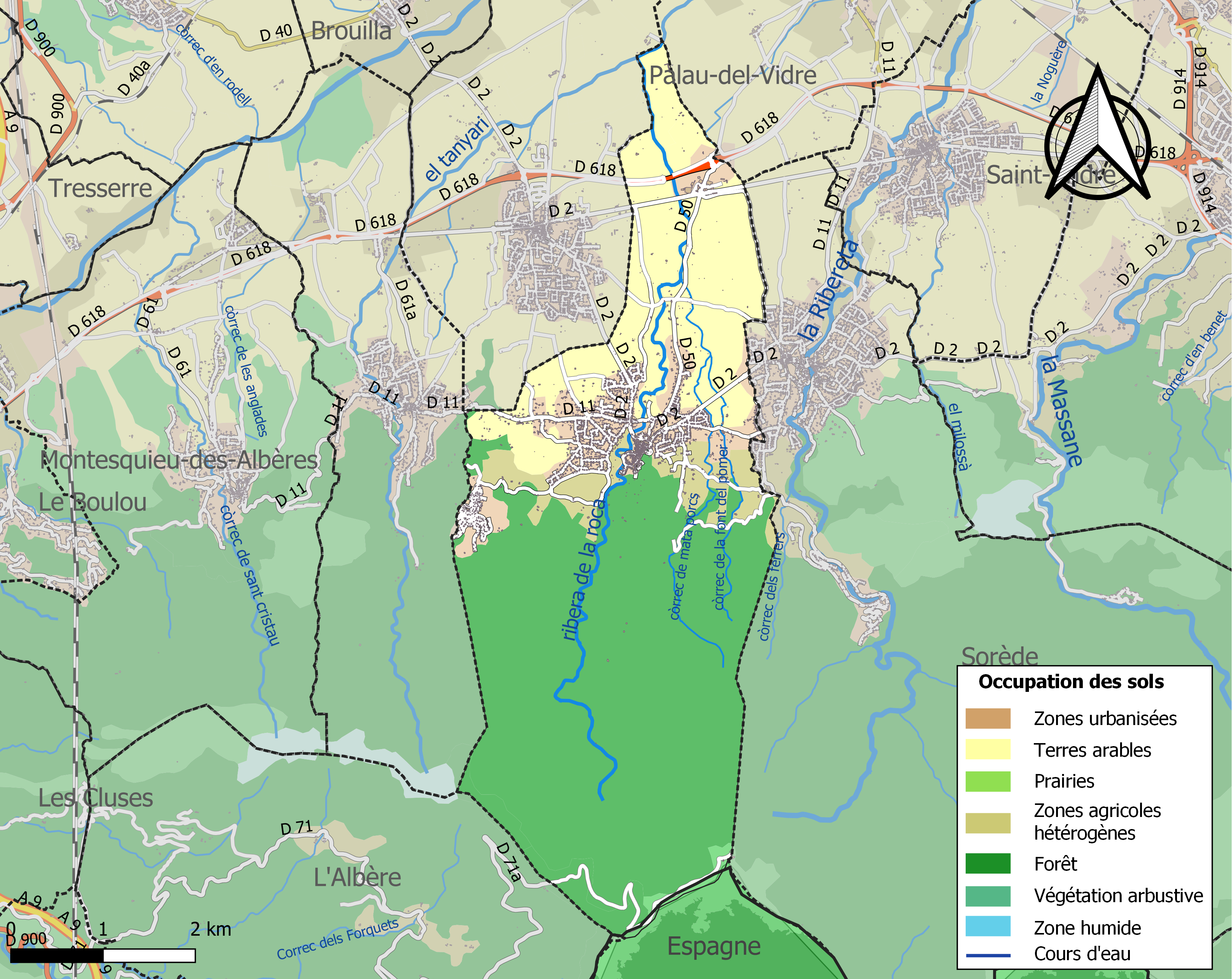
Carte des infrastructures et de l'occupation des sols de la commune en 2018 (CLC).

### Voies de communication et transports
Routes menant à Laroque-des-Albères :
- D 2 au nord en provenance de Saint-Génis-des-Fontaines et à l'est en provenance de Sorède ;
- D 50 au nord-est, en provenance de la D 618 ;
- D 11 à l'ouest en provenance de Villelongue-dels-Monts.

La ligne 550 du réseau régional liO relie la commune à Céret et à Argelès-sur-Mer, et la ligne 553 relie la commune à la gare de Perpignan depuis Saint-Génis-des-Fontaines.

### Risques majeurs
Le territoire de la commune de Laroque-des-Albères est vulnérable à différents aléas naturels : inondations, climatiques (grand froid ou canicule), mouvements de terrains et séisme (sismicité modérée). Il est également exposé à un risque particulier, le risque radon,.

#### Risques naturels
Certaines parties du territoire communal sont susceptibles d’être affectées par le risque d’inondation par crue torrentielle de cours d'eau du bassin du Tech.
Les mouvements de terrains susceptibles de se produire sur la commune sont soit des mouvements liés au retrait-gonflement des argiles, soit des glissements de terrains, soit des chutes de blocs. Une cartographie nationale de l'aléa retrait-gonflement des argiles permet de connaître les sols argileux ou marneux susceptibles vis-à-vis de ce phénomène.

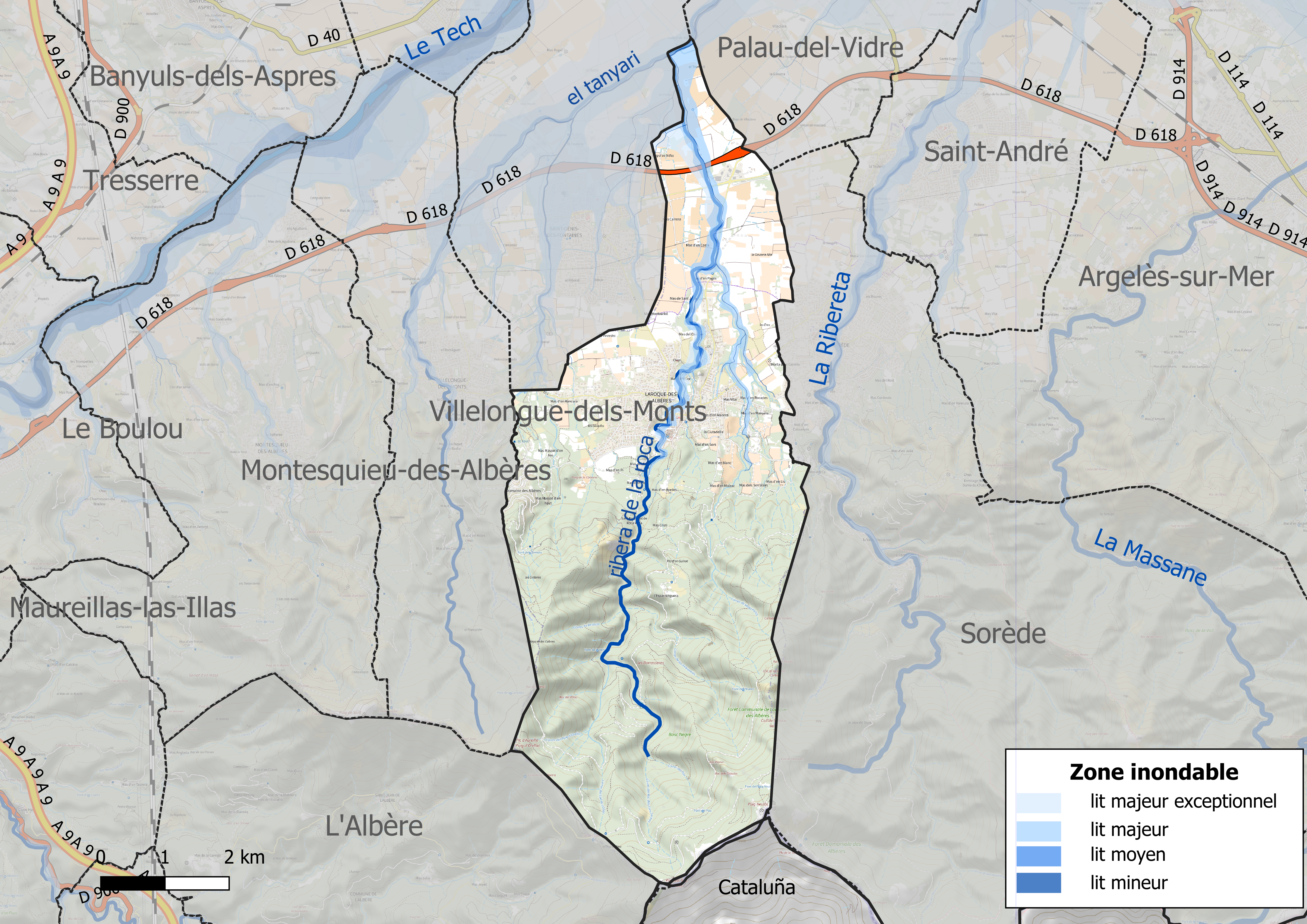
Carte des zones inondables.
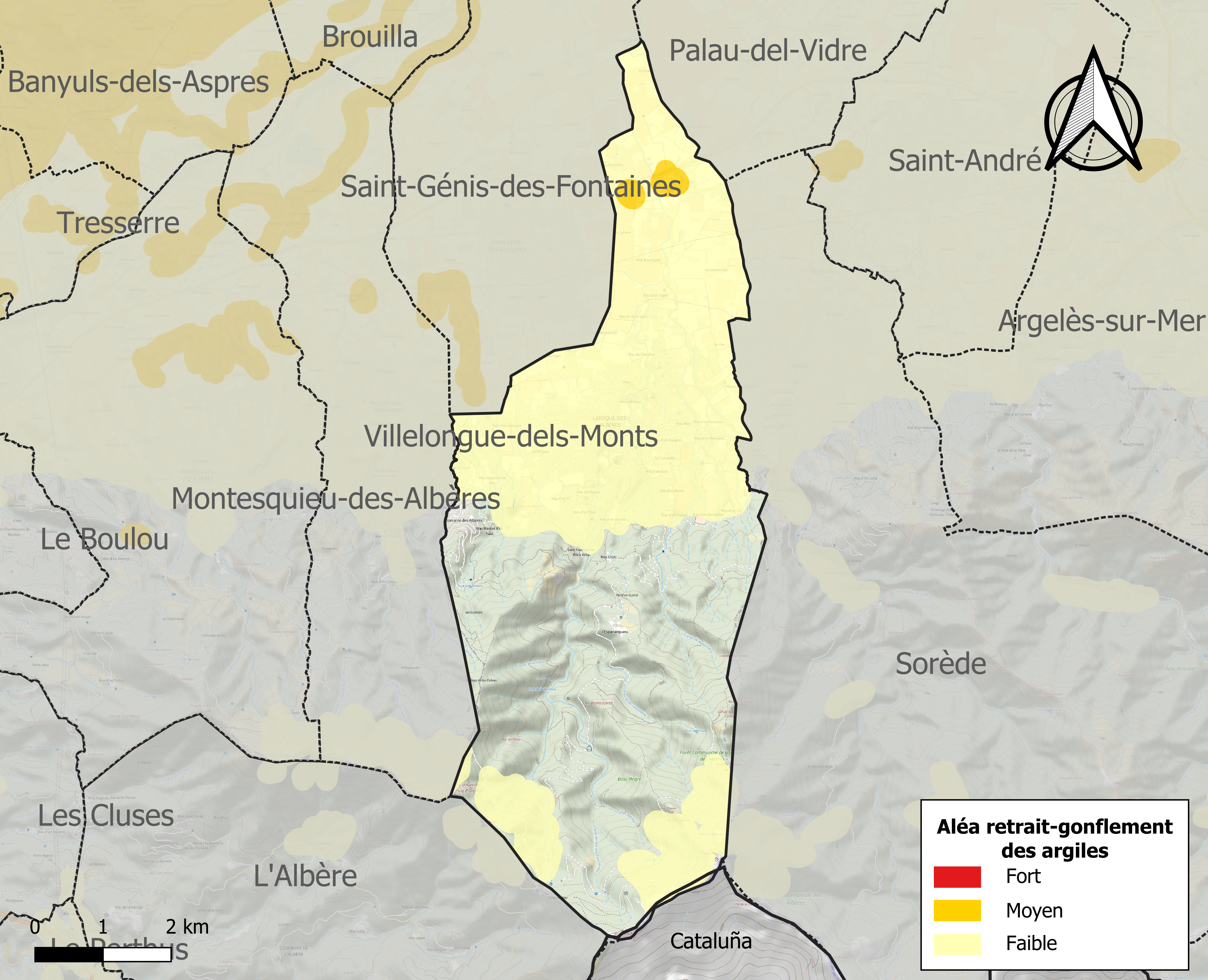
Carte des zones d'aléa retrait-gonflement des argiles.

#### Risque particulier
Dans plusieurs parties du territoire national, le radon, accumulé dans certains logements ou autres locaux, peut constituer une source significative d’exposition de la population aux rayonnements ionisants. Toutes les communes du département sont concernées par le risque radon à un niveau plus ou moins élevé. Selon la classification de 2018, la commune de Laroque-des-Albères est classée en zone 3, à savoir zone à potentiel radon significatif.

## Toponymie

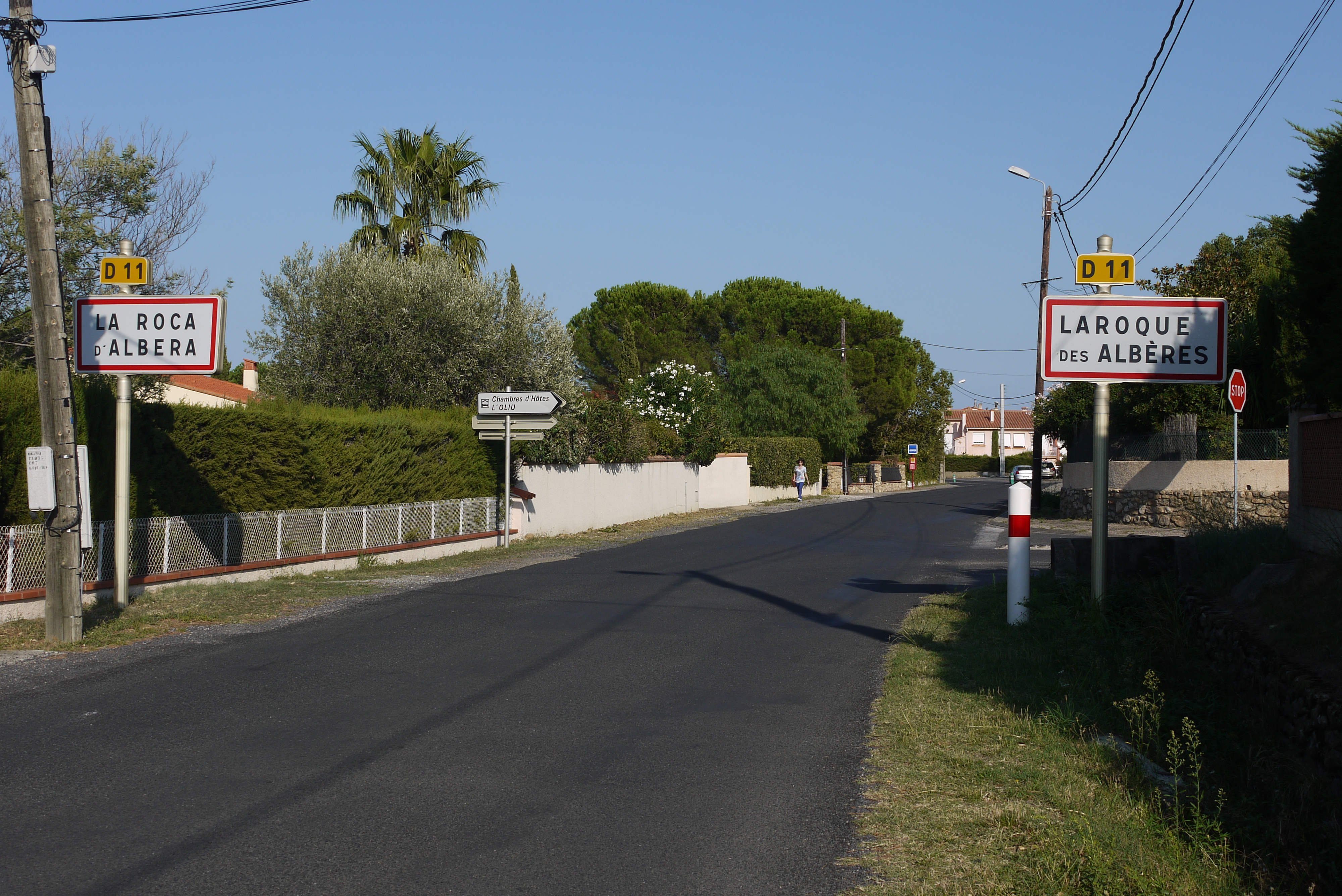
Panneaux à l'entrée de Laroque-des-Albères.

En catalan, le nom de la commune est La Roca d'Albera.

## Histoire
Les traces d'occupation humaine sur le territoire de la commune de Laroque remontent au moins jusqu'à la période protohistorique. En témoignent de nombreuses haches polies ainsi que la Balma del Moro, « l'un des trois plus beaux et plus grands dolmens du département » selon Jean Abélanet.
Laroque est mentionnée pour la première fois au IXe siècle sous le nom Roca Frusindi du nom de son possesseur : Frusindus. Il s'agit d'un ancien fundus d'origine wisigothique.
Au haut Moyen Âge, l'actuel territoire de Laroque comptait cinq paroisses rurales : Roca-Vella, Tanya, Alamanys, Galicie et Laroque. Quatre de ces paroisses furent réunies au château de Laroque entre le XIIe et le XIVe siècle. L'ancien village de Laroque fut, dès le Moyen Âge, articulé autour du château seigneurial à l'intérieur des remparts. C'est dans le château de Laroque que le roi de France Philippe III le Hardi rencontra le roi de Majorque lors de la Croisade d'Aragon. Dès le XVIIe siècle, le village commença sa croissance en dehors des remparts, vers le nord, formant un « faubourg ». Aujourd'hui, le village est bien plus étendu et englobe, au nord, l'ancien hameau de Tanya.
Roca-Vella
Au Xe siècle est mentionnée la Villa Rochas dite aujourd'hui Villa Vella.
Tanya
Ce lieu est cité dès le IXe siècle. On y cite la Cella Saint-Félix et la Celle Saint-Julien, établissements quasi monastiques rattachés à l'évêque d'Elne.
Dans son Testament daté de 1187, dame Alisende déclare: «Je laisse mon corps au monastère de saint-Génis...En outre, je laisse audit monastère, comme alleud, toute ma partie d'une borde aux environs de SaintFélix de Tanya, que tenait Raimond Saurina, avec les hommes et les femmes, de sorte qu'après le décès de mon mari Pierre de Saint-Martin, ledit monastère possède librement cette borde. Je laisse aux clercs de Saint-Félix de Tanya un muid inter panem et vinum. Je laisse à Saint-Julien de Tanya, cent sols barcelonais qui seront versés l'an accompli après mon décès. Si toutefois cette somme ne leur était pas versée, les recteurs du lieu de Saint-Julien tiendront mon champ de Condamine et ma vigne de Gavarra jusqu'à ce que cette somme leur soit acquittée.. »
- Il est fait mention de la Villa Torente habitation rurale.
- La Chapelle Notre-Dame de Tanya (Laroque-des-Albères), n'apparaît qu'en 1371, comme église paroissiale.

Alamanys
Galicie

## Politique et administration

### Canton
D'abord incluse dans le canton de Collioure en 1790, la commune de Laroque en est détachée en 1793 pour devenir le chef-lieu du nouveau canton de Laroque. Ce dernier est supprimé en 1801 et Laroque est alors rattachée au canton d'Argelès dont elle a fait partie depuis. À compter de mars 2015, la commune est incluse dans le nouveau canton de Vallespir-Albères.

### Liste des maires
| Période      | Période                  | Identité           | Étiquette    | Qualité                                                               |
| ------------ | ------------------------ | ------------------ | ------------ | --------------------------------------------------------------------- |
| mars 1959    | mars 1965                | François Domenjo   |              |                                                                       |
| mars 1965    | mars 1983                | Fernand Soler      |              |                                                                       |
| mars 1983    | mars 1989                | Sébastien Martinez |              | Inspecteur honoraire de la Jeunesse et des Sports                     |
| mars 1989    | juin 1995                | Pierre Romengas    |              |                                                                       |
| juin 1995    | mars 2008                | Maryse Armada      | DVD puis UMP |                                                                       |
| mars 2008    | octobre 2008 (démission) | Jean-Pierre Bagate | SE           |                                                                       |
| octobre 2008 | En cours                 | Christian Nauté,   | DVD          | Retraité 12e vice-président de la CC Albères Côte Vermeille Illibéris |

## Population et société

### Démographie ancienne
La population est exprimée en nombre de feux (f) ou d'habitants (H).
| 1359  | 1365 | 1378 | 1470 | 1515 | 1553 | 1709  | 1720  | 1730  |
| ----- | ---- | ---- | ---- | ---- | ---- | ----- | ----- | ----- |
| 120 f | 92 f | 91 f | 73 f | 57 f | 34 f | 136 f | 151 f | 153 f |

| 1765  | 1767  | 1774  | 1789  | - | - | - | - | - |
| ----- | ----- | ----- | ----- | - | - | - | - | - |
| 600 H | 715 H | 859 H | 170 f | - | - | - | - | - |

### Démographie contemporaine
L'évolution du nombre d'habitants est connue à travers les recensements de la population effectués dans la commune depuis 1793. Pour les communes de moins de 10 000 habitants, une enquête de recensement portant sur toute la population est réalisée tous les cinq ans, les populations de référence des années intermédiaires étant quant à elles estimées par interpolation ou extrapolation. Pour la commune, le premier recensement exhaustif entrant dans le cadre du nouveau dispositif a été réalisé en 2006.

En 2022, la commune comptait 2 245 habitants, en évolution de +6,96 % par rapport à 2016 (Pyrénées-Orientales : +3,92 %, France hors Mayotte : +2,11 %).
| 1793 | 1800 | 1806  | 1821  | 1831  | 1836  | 1841  | 1846  | 1851  |
| ---- | ---- | ----- | ----- | ----- | ----- | ----- | ----- | ----- |
| 786  | 937  | 1 018 | 1 154 | 1 173 | 1 182 | 1 003 | 1 303 | 1 317 |

| 1856  | 1861  | 1866  | 1872  | 1876  | 1881  | 1886  | 1891  | 1896  |
| ----- | ----- | ----- | ----- | ----- | ----- | ----- | ----- | ----- |
| 1 325 | 1 209 | 1 300 | 1 241 | 1 168 | 1 231 | 1 296 | 1 245 | 1 210 |

| 1901  | 1906  | 1911  | 1921 | 1926 | 1931 | 1936 | 1946 | 1954 |
| ----- | ----- | ----- | ---- | ---- | ---- | ---- | ---- | ---- |
| 1 254 | 1 167 | 1 108 | 968  | 991  | 884  | 905  | 795  | 828  |

| 1962 | 1968 | 1975 | 1982  | 1990  | 1999  | 2006  | 2011  | 2016  |
| ---- | ---- | ---- | ----- | ----- | ----- | ----- | ----- | ----- |
| 853  | 831  | 984  | 1 126 | 1 508 | 1 909 | 1 941 | 2 128 | 2 099 |

| 2021  | 2022  | - | - | - | - | - | - | - |
| ----- | ----- | - | - | - | - | - | - | - |
| 2 219 | 2 245 | - | - | - | - | - | - | - |

| selon la population municipale des années : | 1968 | 1975 | 1982 | 1990 | 1999 | 2006 | 2009 | 2013 |
| Rang de la commune dans le département      | 60   | 55   | 56   | 53   | 50   | 52   | 52   | 52   |
| Nombre de communes du département           | 232  | 217  | 220  | 225  | 226  | 226  | 226  | 226  |

### Manifestations culturelles et festivités
- Fêtes patronales : 3 février et 1er août[42].

### Sports
Laroque-des-Albères possède une densité particulièrement importante de chemins de randonnée, permettant de partir à la découverte de divers sites patrimoniaux intéressants. Tous ces chemins débutent généralement au-dessus de l'église Saint-Félix-et-Saint-Blaise, sur le sentier d'accès au départ des itinéraires. Au bord de ce chemin, on trouve déjà deux sites historiques : le moulin de la Pave et la fontaine des Oiseaux (font dels Ocells). Ensuite, plusieurs itinéraires se séparent :
- On peut partir en direction du coll de l'Ullat, par une longue ascension en forêt, voire s'offrir une boucle très longue et complète via le point culminant des Albères : le puig Neulos. C'est l'occasion de découvrir, sur le chemin, des lieux chargés d'histoire, comme le dolmen de la Balma del Moro ou le Puits à Neige.
- Les cabanes de Mataporc sont une autre randonnée, bien moins éprouvante et plus secrète, permettant d'accéder à d'anciens abris de bergers.
- Le "Circuit des Deux Fontaines", peu fréquenté également, part de Laroque-des-Albères pour passer près de la chapelle Saint-Fructueux et des fontaines de la Vernosa et des Simiots.

## Économie

### Revenus
En 2018, la commune compte 1 076 ménages fiscaux, regroupant 2 273 personnes. La médiane du revenu disponible par unité de consommation est de 22 270 € (19 350 € dans le département). 52 % des ménages fiscaux sont imposés (42,1 % dans le département).

### Emploi
|                | 2008   | 2013   | 2018   |
| -------------- | ------ | ------ | ------ |
| Commune        | 10 %   | 9,1 %  | 14,4 % |
| Département    | 10,3 % | 12,9 % | 13,3 % |
| France entière | 8,3 %  | 10 %   | 10 %   |

En 2018, la population âgée de 15 à 64 ans s'élève à 1 026 personnes, parmi lesquelles on compte 69,9 % d'actifs (55,5 % ayant un emploi et 14,4 % de chômeurs) et 30,1 % d'inactifs,. En  2018, le taux de chômage communal (au sens du recensement) des 15-64 ans est supérieur à celui de la France et du département, alors qu'il était inférieur à celui du département en 2008.
La commune fait partie de la couronne de l'aire d'attraction de Perpignan, du fait qu'au moins 15 % des actifs travaillent dans le pôle,. Elle compte 402 emplois en 2018, contre 402 en 2013 et 349 en 2008. Le nombre d'actifs ayant un emploi résidant dans la commune est de 581, soit un indicateur de concentration d'emploi de 69,2 % et un taux d'activité parmi les 15 ans ou plus de 39,1 %.
Sur ces 581 actifs de 15 ans ou plus ayant un emploi, 182 travaillent dans la commune, soit 31 % des habitants. Pour se rendre au travail, 81,3 % des habitants utilisent un véhicule personnel ou de fonction à quatre roues, 2,6 % les transports en commun, 9,2 % s'y rendent en deux-roues, à vélo ou à pied et 6,8 % n'ont pas besoin de transport (travail au domicile).

### Revenus de la population et fiscalité
En 2010, le revenu fiscal médian par ménage était de 31 360 €.

### Entreprises et commerces
Longtemps tourné vers l'agriculture le village connait un nouveau développement grâce au tourisme vert. Sa proximité des côtes rousillonnaises en fait un lieu de villégiature et un point de départ des randonnées.
La population s'accroit grâce à l'arrivée de retraités et de citadins qui fuient les villes du bord de mer. Une zone d'activité artisanale a été créée.

## Culture locale et patrimoine

### Monuments et lieux touristiques
- Le dolmen de la Balma del Moro ;
- Les restes de l'ancien château féodal, l'un des plus remarquables exemples d'incastellamento dans le Roussillon ;
- Le château de La Roca (le rocher en catalan) servit de refuge à Jacques Ier de Majorque, harcelé par Pierre III d'Aragon, en 1285 ;
- L'église Saint-Félix et Saint-Blaise (XIIIe siècle), avec son retable baroque, l'un des meilleurs exemples de l'art baroque catalan ;
- La chapelle Notre-Dame de Tanya (XIIIe-XVe siècles) ;
- La chapelle Saint-Fructueux de Roca-Vella, de style roman (en ruines), à 1 km au sud du village ;
- L'église Saint-Laurent, de style roman ;
- La chapelle Saint-Sébastien.

### Personnalités liées à la commune
- Philippe III le Hardi (1245-1285) : roi de France, qui rencontra à Laroque le roi de Majorque Jacques II ;
- Jean Chaubet (1815-1871) : homme politique né à Laroque-des-Albères ;
- Marcel Darné (1901-1970) : joueur de rugby à XV né à Laroque-des-Albères, champion de France avec l'US Perpignan en 1925 et finaliste en 1924 ;
- Lucien Jeunesse (1918-2008) : animateur de radio, demeura plusieurs années à Laroque sur la route des Mas catalans ;
- Carlo Maiolini (1940-) : artiste-peintre vivant à Laroque-des-Albères.

### Héraldique
| Blason | Blasonnement : Coupé de gueules et d'argent aux trois rocs d'échiquier de l'un en l'autre mal ordonnés, à la bordure denticulée du même. |

## Photographies

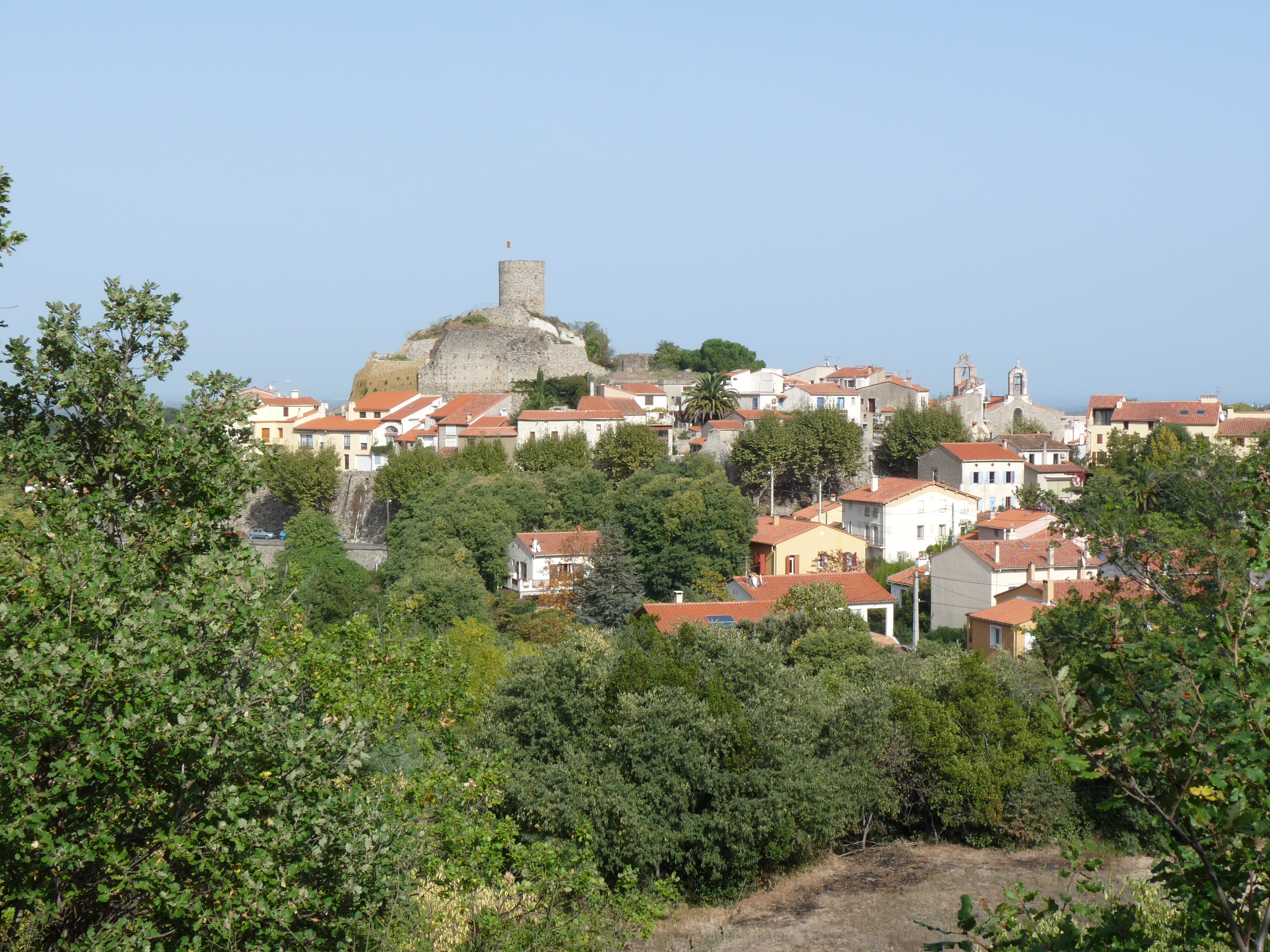
Vue générale du village.
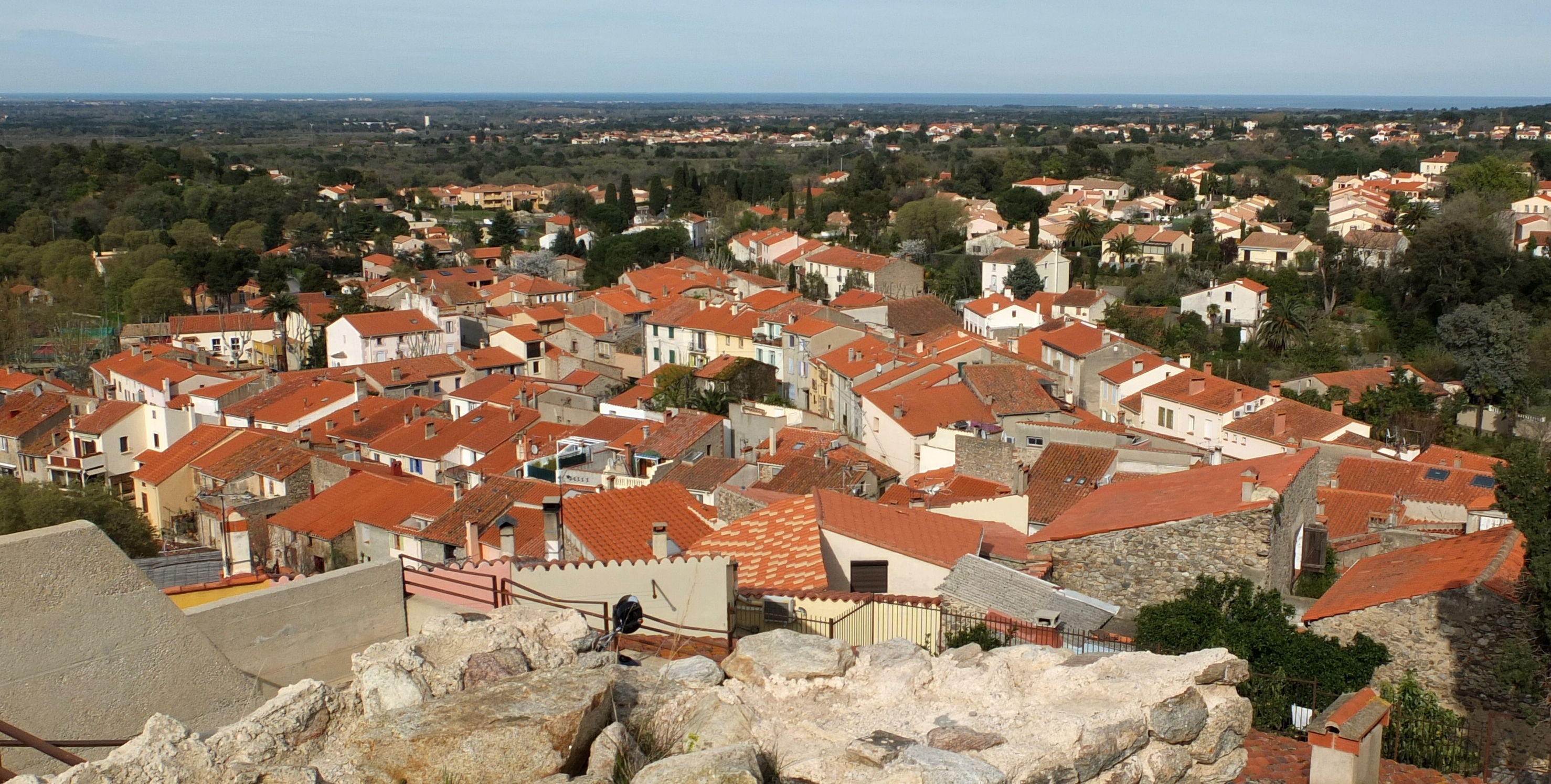
Le village vu du château.
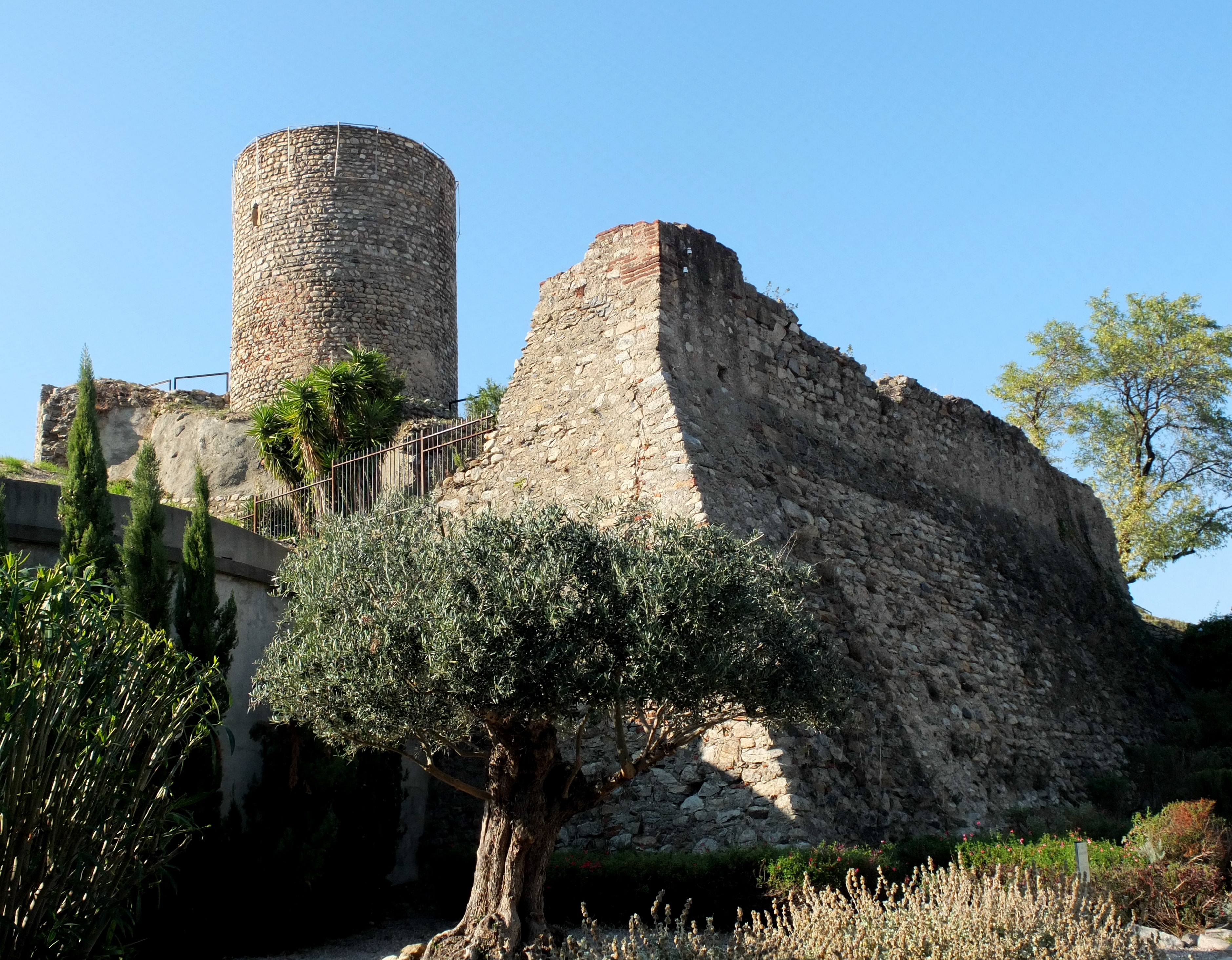
Le château (vue sud-ouest).
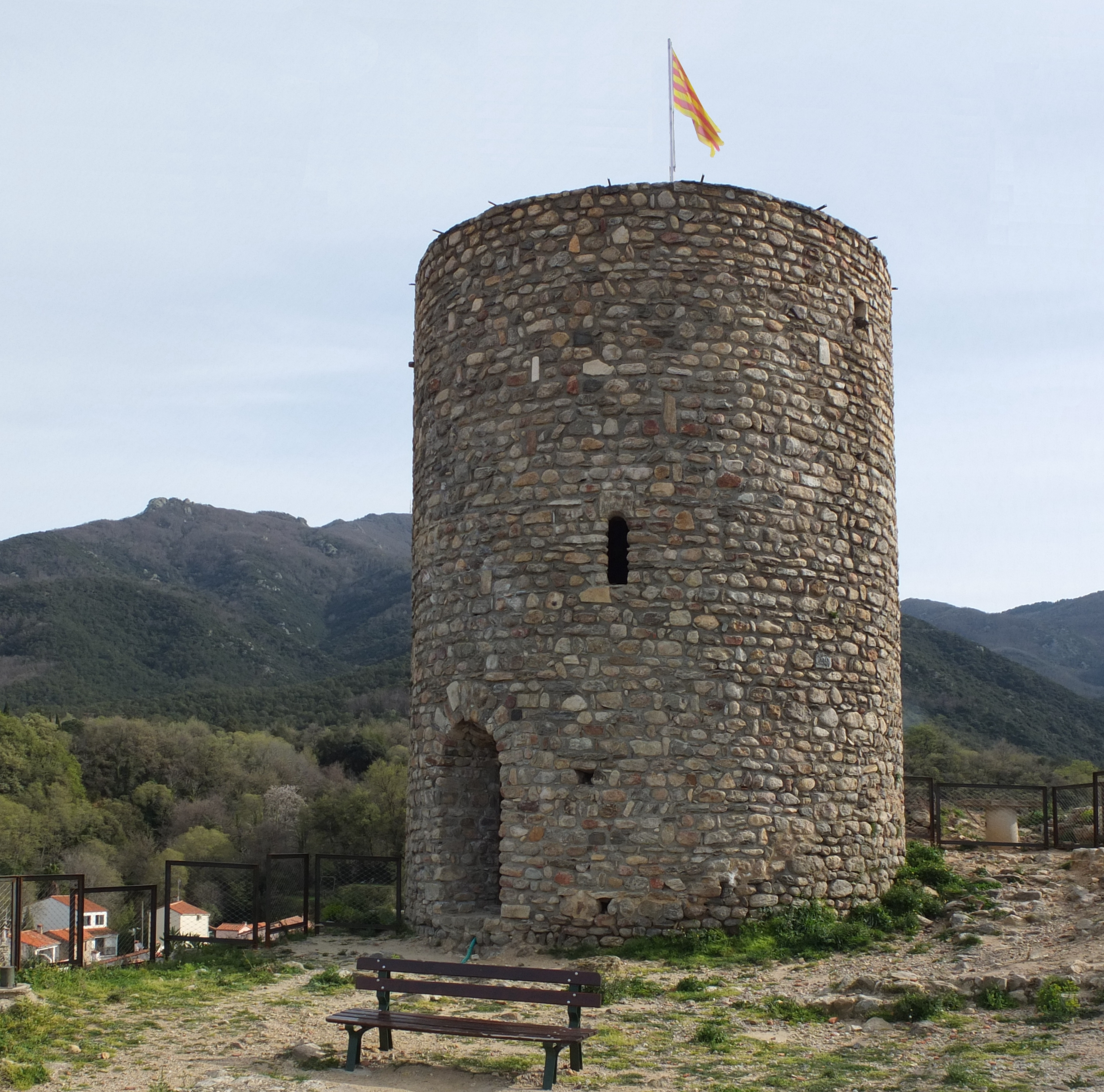
La tour du château (vue nord-ouest).
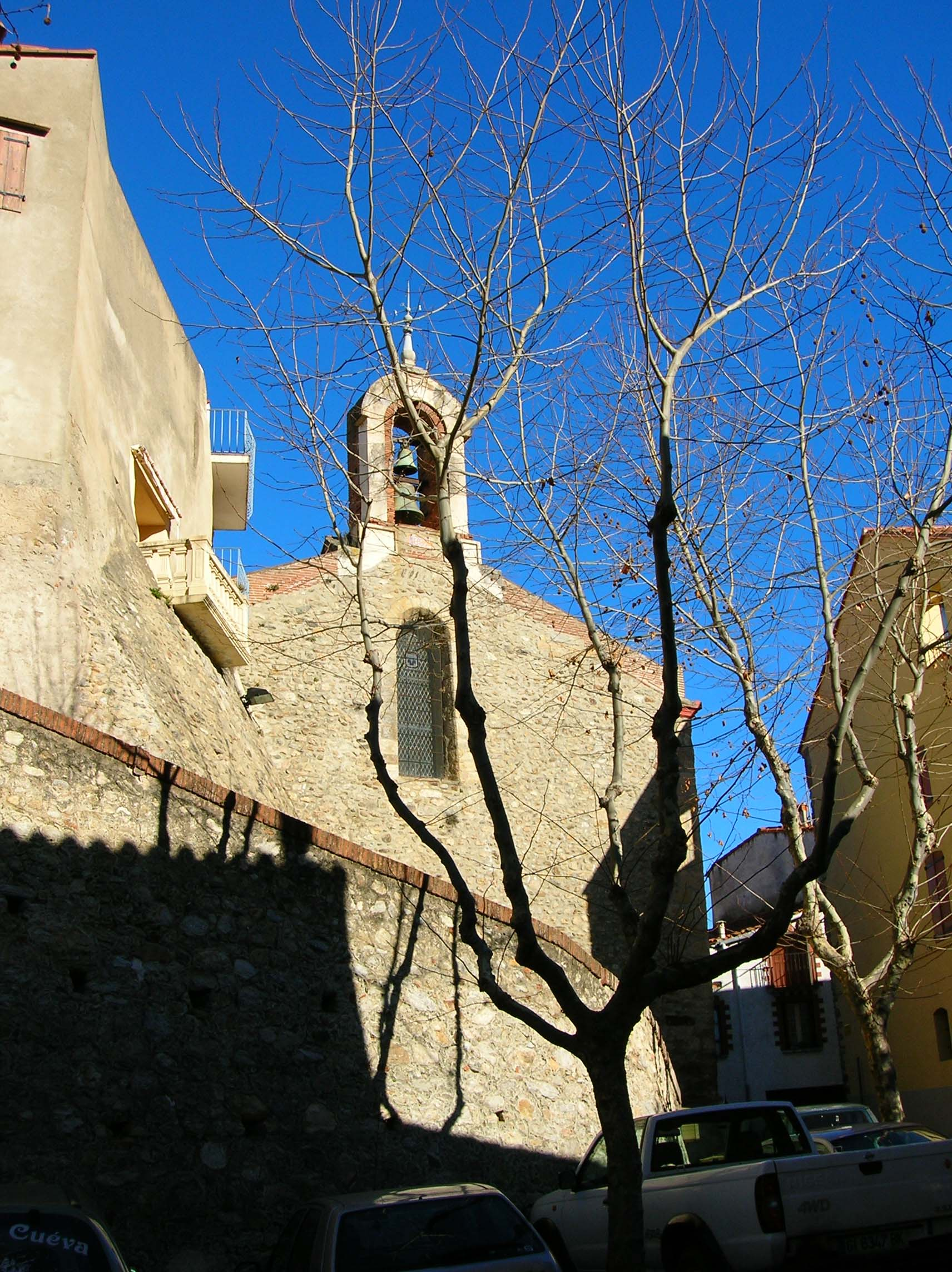
L'église paroissiale Saint-Félix-et-Saint-Blaise.
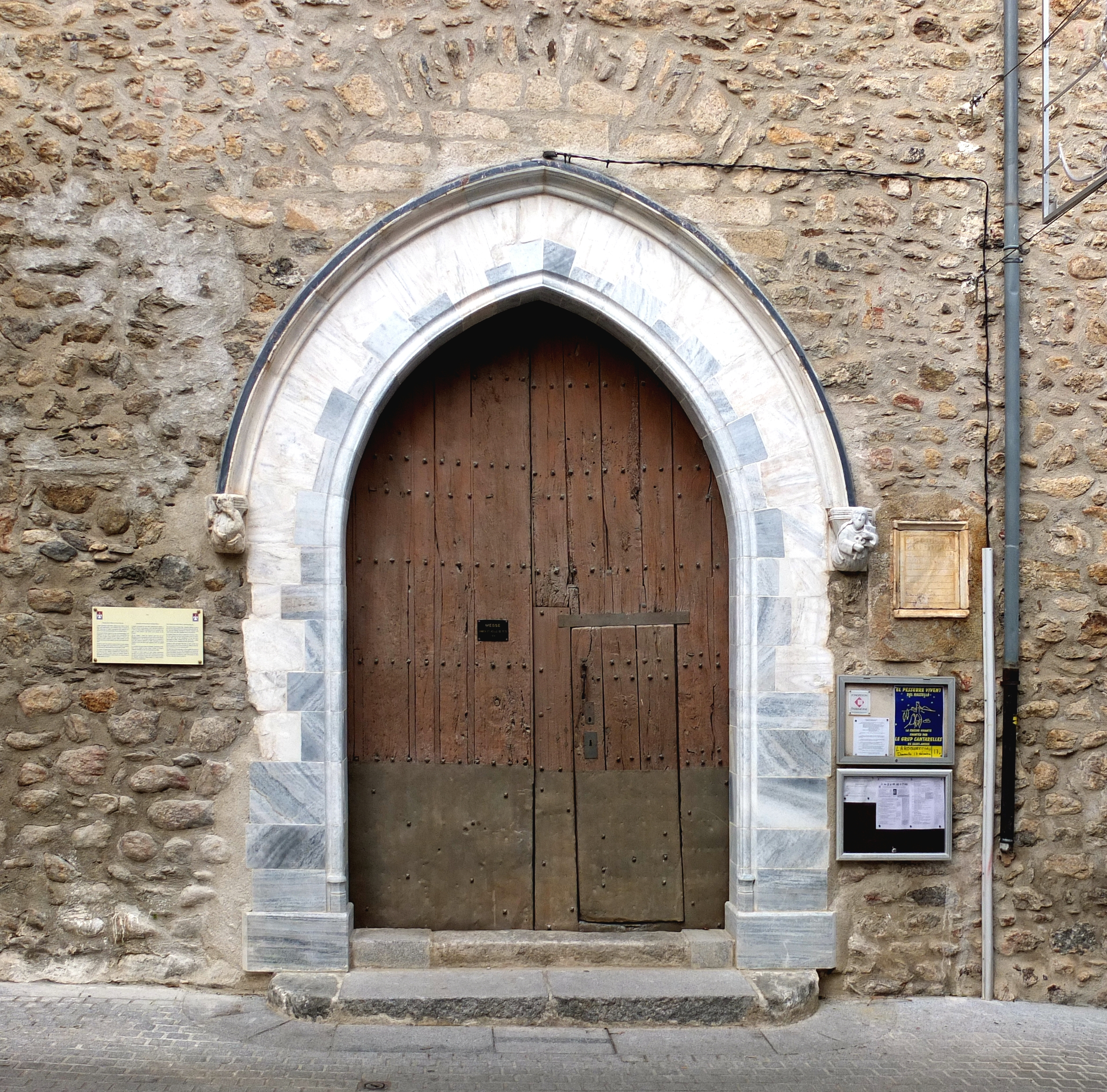
Le portail de l'église.
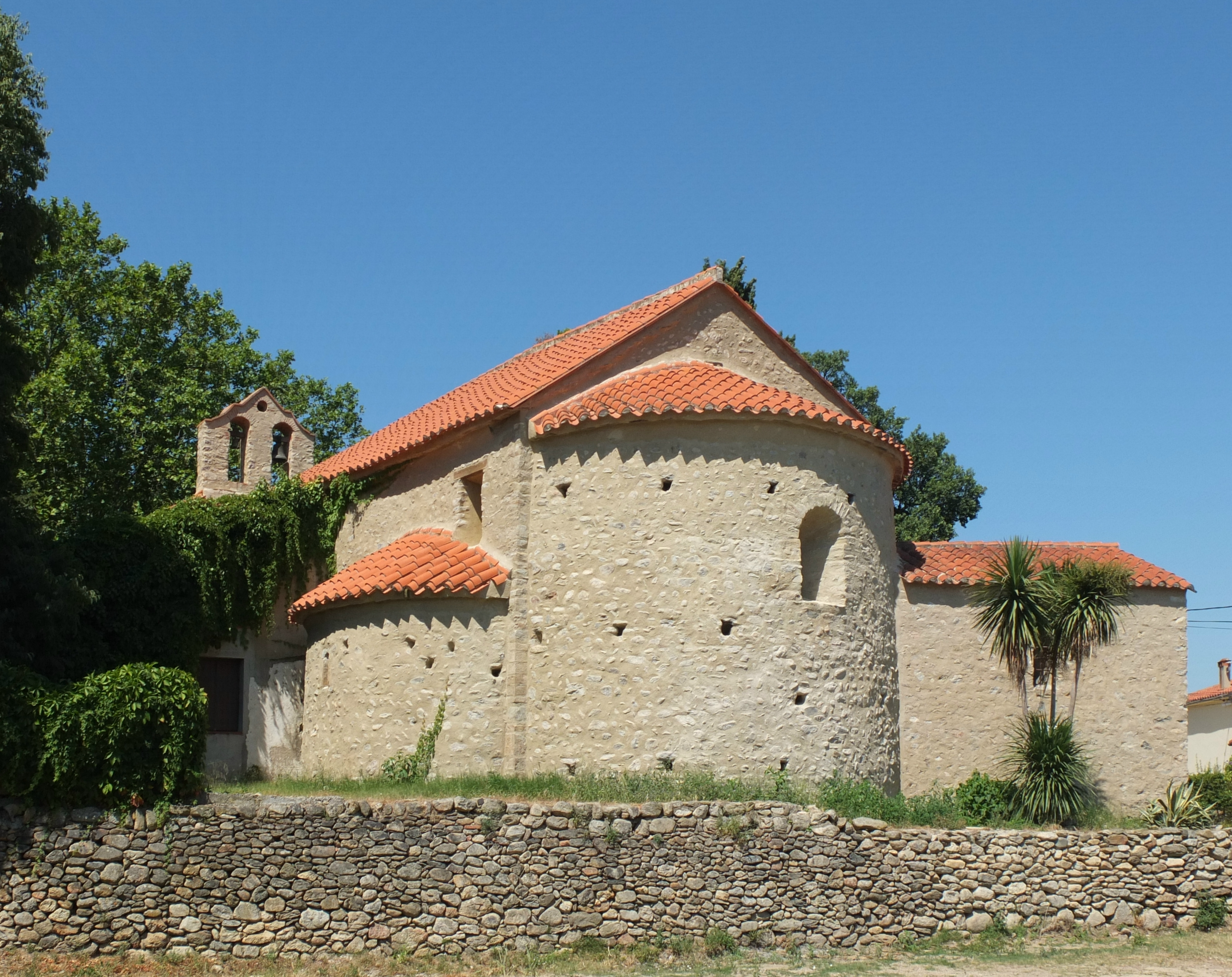
La chapelle Notre-Dame de Tanya (vue est).
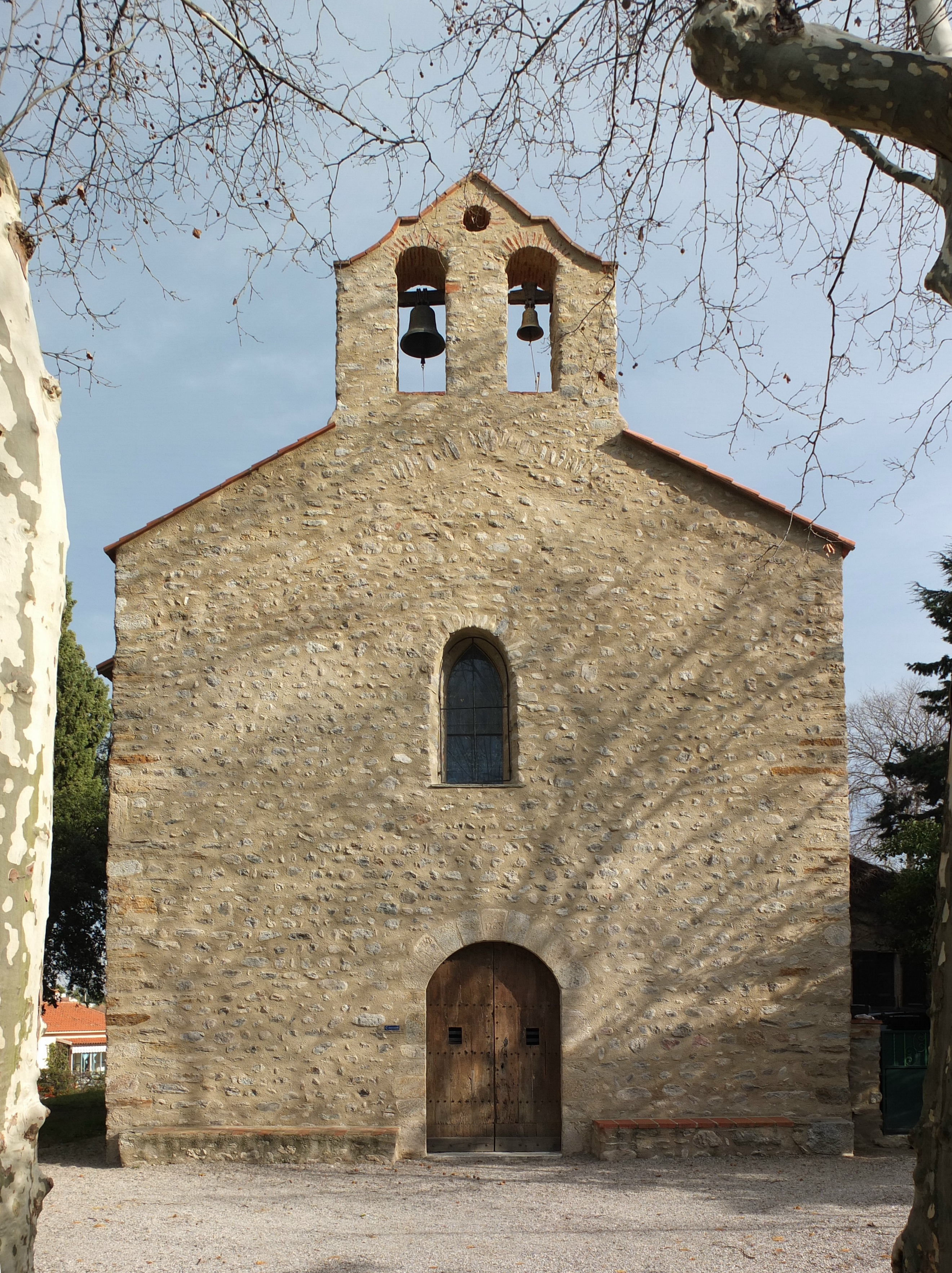
La chapelle Notre-Dame de Tanya (vue ouest).
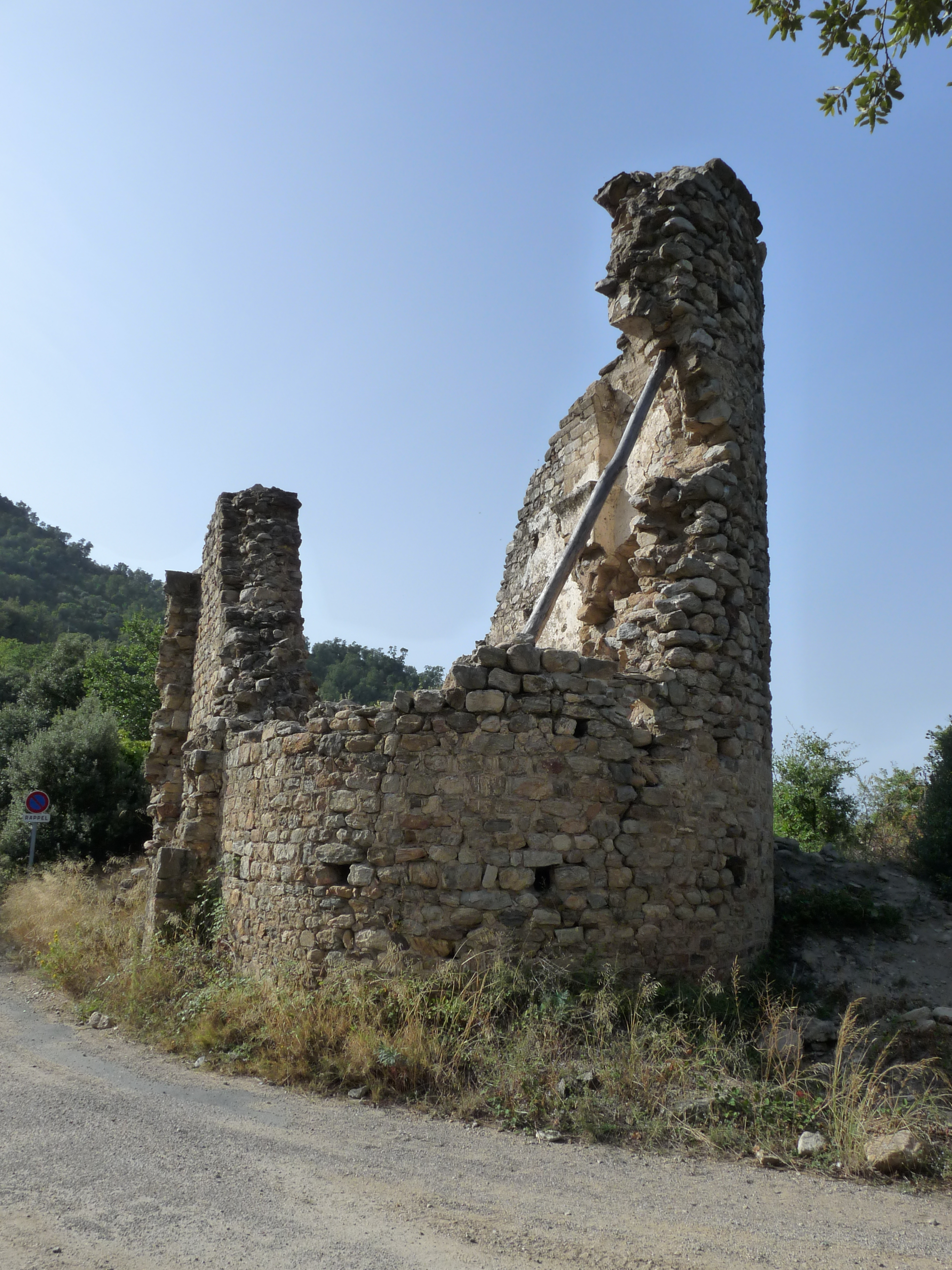
Les ruines de la chapelle Saint-Fructueux de Roca-Vella.
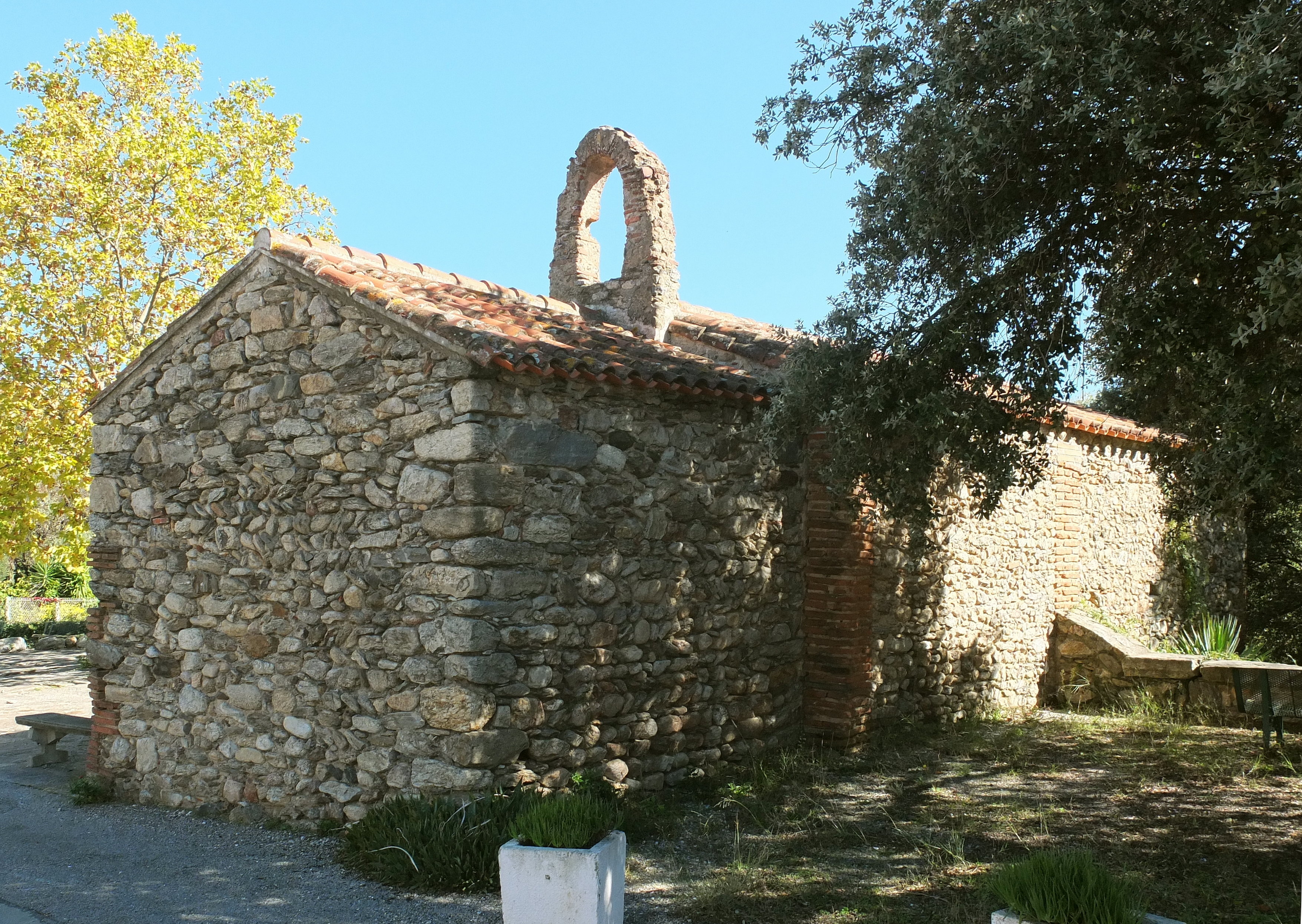
La chapelle Saint-Sébastien.
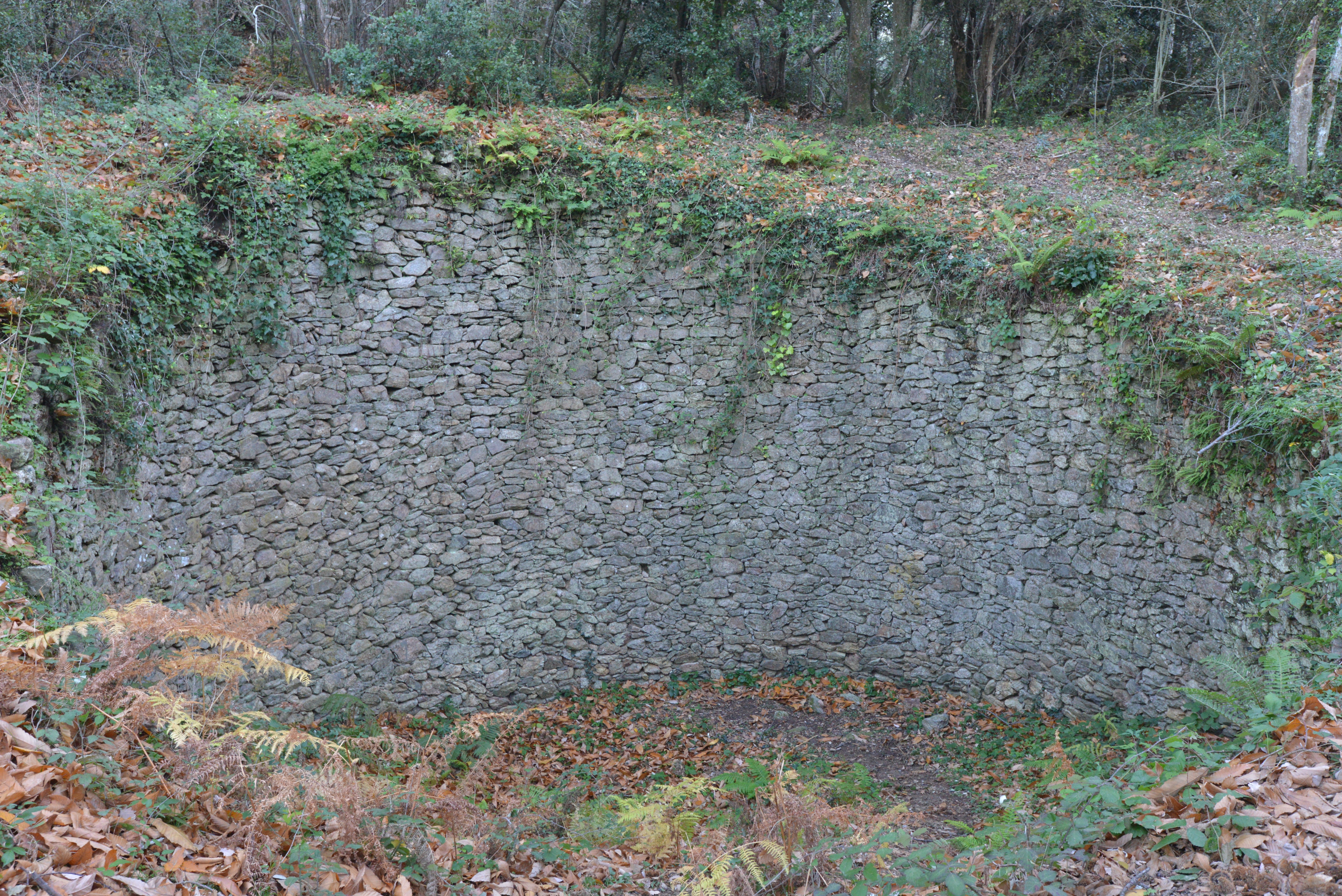
Puits à glace.